# Tianzhu, Qiandongnan
Tianzhu, tidigare stavat Tienchu, är ett härad i Qiandongnan, en autonom prefektur för miao och dong-folken i Guizhou-provinsen i sydvästra Kina.